# Deutscher Verband für Post, Informationstechnologie und Telekommunikation
Der Deutsche Verband für Post, Informationstechnologie und Telekommunikation e. V. (kurz DVPT) ist ein deutscher Interessenverband mit Sitz in Offenbach am Main.

## Geschichte
Der DVPT wurde am 6. März 1968 als Verband der Postbenutzer von Wilhelm Hübner gegründet und 1997 umbenannt in Deutscher Verband für Post und Telekommunikation. Um den veränderten Bedingungen der Kommunikation in Unternehmen gerecht zu werden, wurde 2006 die Informationstechnologie als weiterer Schwerpunkt der Verbandstätigkeit in die Satzung und den Namen mit aufgenommen.

## Verbandstätigkeit
Der Verein engagiert sich heute für rund 400 Geschäftskunden-Mitglieder. Er tritt ein für die Deregulierung und einen wettbewerbsorientierten Markt. Der DVPT ist politisch und wirtschaftlich unabhängig und vertritt die Interessen seiner Mitglieder in den Bereichen Post, Telekommunikation und Informationstechnik – im Tagesgeschäft, auf nationaler und auf europäischer Ebene.
Der Verband finanziert sich ausschließlich durch Mitgliedsbeiträge, durch das Veranstalten von Anwenderseminaren und Management-Foren und durch die Erbringung von Beratungsleistungen in verschiedenen Bereichen, wie zum Beispiel Kommunikationsanalysen, IT- und Telekommunikations-Infrastruktur, Postsicherheit und Postorganisation.
Vorsitzender des Vereins ist Klaus Gettwart.